# خاویر ایگناسیو لئون میرا
خاویر ایگناسیو لئون میرا (انگلیسی: Javier Ignacio Leon Mira؛ زادهٔ ۲۳ مهٔ ۱۹۸۲) بازیکن فوتبال اهل آرژانتین است.
از باشگاه‌هایی که در آن بازی کرده‌است می‌توان به باشگاه فوتبال آتیراو اشاره کرد.